# بریجیت مندلر
بریجیت مندلر (انگلیسی: Bridgit Mendler؛ زادهٔ ۱۸ دسامبر ۱۹۹۲) یک خواننده، هنرپیشه و ترانه‌سرا اهل ایالات متحده آمریکا است. وی از سال ۲۰۰۴ میلادی تاکنون مشغول فعالیت بوده‌است.
از فیلم‌ها یا برنامه‌های تلویزیونی که وی در آن نقش داشته است می‌توان به آریتی و جادوگران محله ویورلی اشاره کرد.

## فیلم‌شناسی
| سال  | فیلم                               | نقش             | توضیحات         |
| ---- | ---------------------------------- | --------------- | --------------- |
| ۲۰۰۴ | The Legend of Buddha               | Lucy            | Voice           |
| ۲۰۰۷ | آلیس وارونه                        | Pamela Jones    |                 |
| ۲۰۰۸ | گروهک                              | Kristen Gregory |                 |
| ۲۰۰۹ | درد زایمان                         | Emma Clayhill   | Television film |
| ۲۰۰۹ | آلوین و سنجاب‌ها ۲                  | Becca Kingston  |                 |
| ۲۰۱۱ | Beverly Hills Chihuahua 2          | Appoline        | Voice           |
| ۲۰۱۱ | Lemonade Mouth                     | Olivia White    | Television film |
| ۲۰۱۱ | Good Luck Charlie, It's Christmas! | Teddy Duncan    | Television film |
| ۲۰۱۲ | آریتی                              | Arrietty        | Voice           |
| ۲۰۱۴ | ماپت‌ها: تحت تعقیب                  | Minnie          |                 |
| ۲۰۱۴ | Lennon or McCartney                | Herself         | Documentary     |